# Bill King
Bill King, né en 1939 dans les Antilles néerlandaises et mort le 19 novembre 1987 à New York, est un photographe de mode américain.

## Biographie
Né dans les Antilles néerlandaises, Bill King grandit dans le New Jersey. Il commence sa carrière à New York en réalisant des portraits pour de jeunes acteurs de Broadway. Il s'installe en Europe au début des années 1960, avant de revenir à New York où il fonde son propre studio au 100 Fifth Avenue.

## Carrière
Photographe pour Vogue, Harper’s Bazaar ou encore Seventeen, Bill King est connu pour son style exubérant, dynamique et teinté d’humour visuel. Il a travaillé durant l’ère Studio 54, souvent associé à cette période par son esthétique visuelle.

## Vie personnelle
Il partage sa vie avec le photographe David Hartman, mort du sida en juillet 1986. Bill King meurt à son tour du sida le 19 novembre 1987 au Beth Israel Medical Center de Manhattan.
Son ami et coiffeur Harry King dira de lui : « Il était gentil, doux, charmant, et un grand photographe, mais il consommait trop de drogues et se nourrissait des malheurs des autres.»

## Postérité
Ses négatifs auraient été détruits après sa mort, mais son influence reste citée dans le milieu de la mode[source secondaire nécessaire]. Plusieurs figures de la mode ont salué son style ou évoqué son souvenir, mais peu de publications détaillées lui sont consacrées à ce jour.